# Zhu Rongji
Zhu Rongji é um político chinês aposentado que serviu como prefeito e chefe do partido em Xangai de 1988 a 1991 e como primeiro vice-primeiro-ministro e, em seguida, primeiro-ministro da República Popular da China de março de 1998 a março de 2003.